# Przykona
Przykona è un comune rurale polacco del distretto di Turek, nel voivodato della Grande Polonia.
Ricopre una superficie di 110,93 km² e nel 2004 contava 4 164 abitanti.